# Tapejara (Rio Grande do Sul)
Tapejara is een gemeente in de Braziliaanse deelstaat Rio Grande do Sul. De gemeente telt 19.147 inwoners (schatting 2009).

## Aangrenzende gemeenten
De gemeente grenst aan Água Santa, Charrua, Ibiaçá, Santa Cecília do Sul, Sertão en Vila Lângaro.

## Geboren
- Juscemar Borilli (1990), voetballer